# Hildemar David Pfannek am Brunnen
Hildemar David Pfannek am Brunnen (* 29. März 1954 in Selau (Borau), heute zu Weißenfels, als Hildemar Hauschild) ist ein deutscher Lyriker, Schriftsteller, und Legendensammler.

## Leben
Hildemar David Pfannek am Brunnen wuchs auf dem elterlichen Weingut in der Nähe vom „Steinmeister“ bei Naumburg an der Saale mit zehn Geschwistern auf; ein Bruder starb jung. Aus politischen Gründen durfte er seine Abiturprüfung nicht ablegen und wurde wegen Wehrdienstverweigerung inhaftiert. Nach Haftverbüßung wanderte er in die BRD aus. Er kehrte nach der Wende auf das elterliche Grundstück zurück. Einige Zeit lebte er bei London und Bautzen, derzeit in Naumburg.
Der Name Pfannek am Brunnen ist sein Künstlername.

## Poetische Werke
Pfannek beschreibt die untergegangene Welt der Ostjuden und in gleicher Sichtweise Ereignisse in der Gegenwart. Die Erschießung eines sowjetischen Deserteurs auf dem elterlichen Grundstück, die er als Kind zufällig beobachtet hatte, beschrieb er später in seiner Erzählung „Der Deserteur.“

## Werke
Lyrik
- Lyrik einer verschwiegenen Jugend. 1988. Erweiterte Ausgabe 2004.
- Ein kleines Tal des Friedens 1998. Veränderte Ausgabe 2005.
- Übergangszeit. 1991. (2 Auflagen, zusammen mit Paul Alfred Kleinert und Lutz Nitzsche-Kornel)
- Silberdisteln. Lyrik, 2004.
- Russische Trauerlieder. Lyrik, 2004.
- In brennender Liebe. Lyrik, 2004.
- Engel auf windbelassenen Wiesen. Lyrik. Engelsdorfer Verlag, Leipzig 2005, ISBN 3-938288-80-9
- Der Wasserträger. Lyrik. Engelsdorfer Verlag, Leipzig 2005, ISBN 978-3-86703-393-0
- Orchideen im blauen Siegel. Lyrik. Engelsdorfer Verlag, Leipzig 2006, ISBN 3-939404-02-0

Prosa
- Scharte. Erzählung. Herausgegeben von Egmont Hesse und Andreas Koziol. Galrev, Berlin 1992.
- Der Deserteur. 1996.
- Die verlorene Antwort. 1996.
- Das Habakuk-Kästel. 1997/99 (deutsch-polnisch, Übersetzung ins Polnische: Herbert Ulrich)[3][4]
- Die Entmutterung der Seele. Novellenzyklus. Engelsdorfer, Leipzig 2004.
- Der geschenkte Bruder. Mit 10 farb. Abb. auf Tafeln von Regina Charlotte Wittenbecher. Leipzig: Engelhardt 2005.
- Die Pianohüpfelin. Oder die kollektive Lüge. Erzählungen und ein Bühnenstück. Leipzig: Engelhardt 2006, ISBN 3-939404-42-X
- Der Seher von Lublin. Legendensammlung. Leipzig: Engelhardt 2007, ISBN 978-3-86703-393-0
- Still dem Wind entgegen. Privatdruck, Naumburg 2009.
- Das umstrittene Tagebuch. Europa auf dem Wege zum perfekten Untertan. Bad Schussenried: Hess 2010, ISBN 978-3-87336-404-2
- Wohin die Schlüssel führen. Band 1. Eine Wanderung vom Gutshaus Großjena, entlang dem Blütengrund, über die Fähre, die Saale nach Roßbach hinauf, weiter an den Weinbergen über die Fischhausbrücke zum Park der Landesschule Pforte. Selbstverlag, Naumburg 2013.[5]

## Preise
- Fördergabe der Hermann-Sudermann-Stiftung[6]